# Hemirhipus lineatus
Hemirhipus lineatus là một loài bọ cánh cứng trong họ Elateridae. Loài này được Olivier miêu tả khoa học năm 1790.